# Бирюков, Иван Михайлович
Иван Михайлович Бирюков (1908—1941) — советский скульптор. Мастер портретной и декоративной скульптуры, в особенности барельефа.

## Биография
Родился 26 октября 1908 года в селе Заборовка Сызранского уезда Самарской губернии. 
В 1929 году окончил скульптурный факультет Уральский художественно-промышленный техникум в Свердловске. 
С 1932 года состоял членом Московского Союза художников. 
С 1933 года участвовал в художественных выставках. Жил и работал в Москве. 
После начала Великой Отечественной войны ушёл добровольцем в ополчение. Пропал без вести в конце октября — начале ноября во время Битвы за Москву.

## Работы

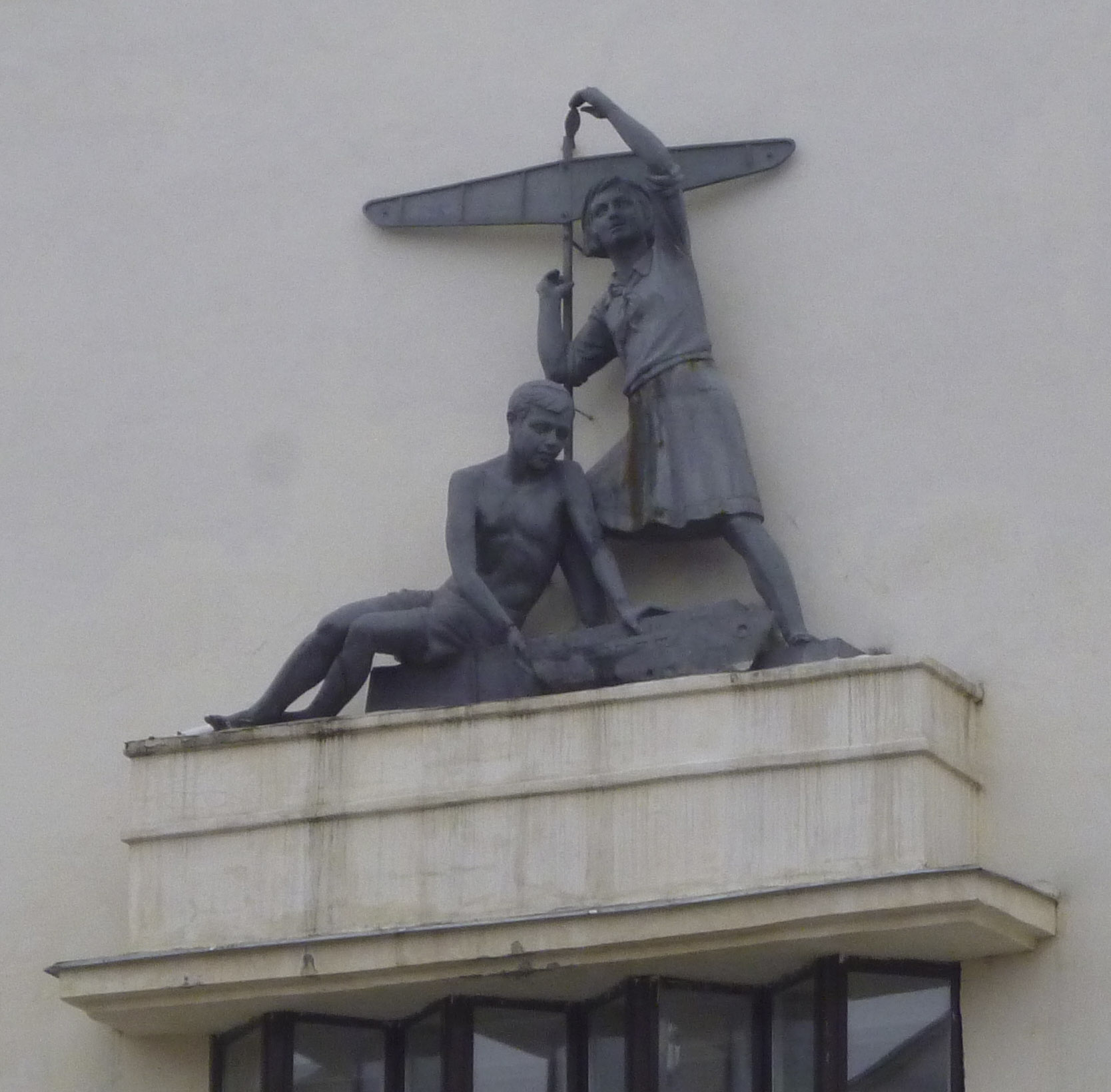
Скульптурная композиция на фасаде поликлиники Гражданской авиации на Песчаной улице

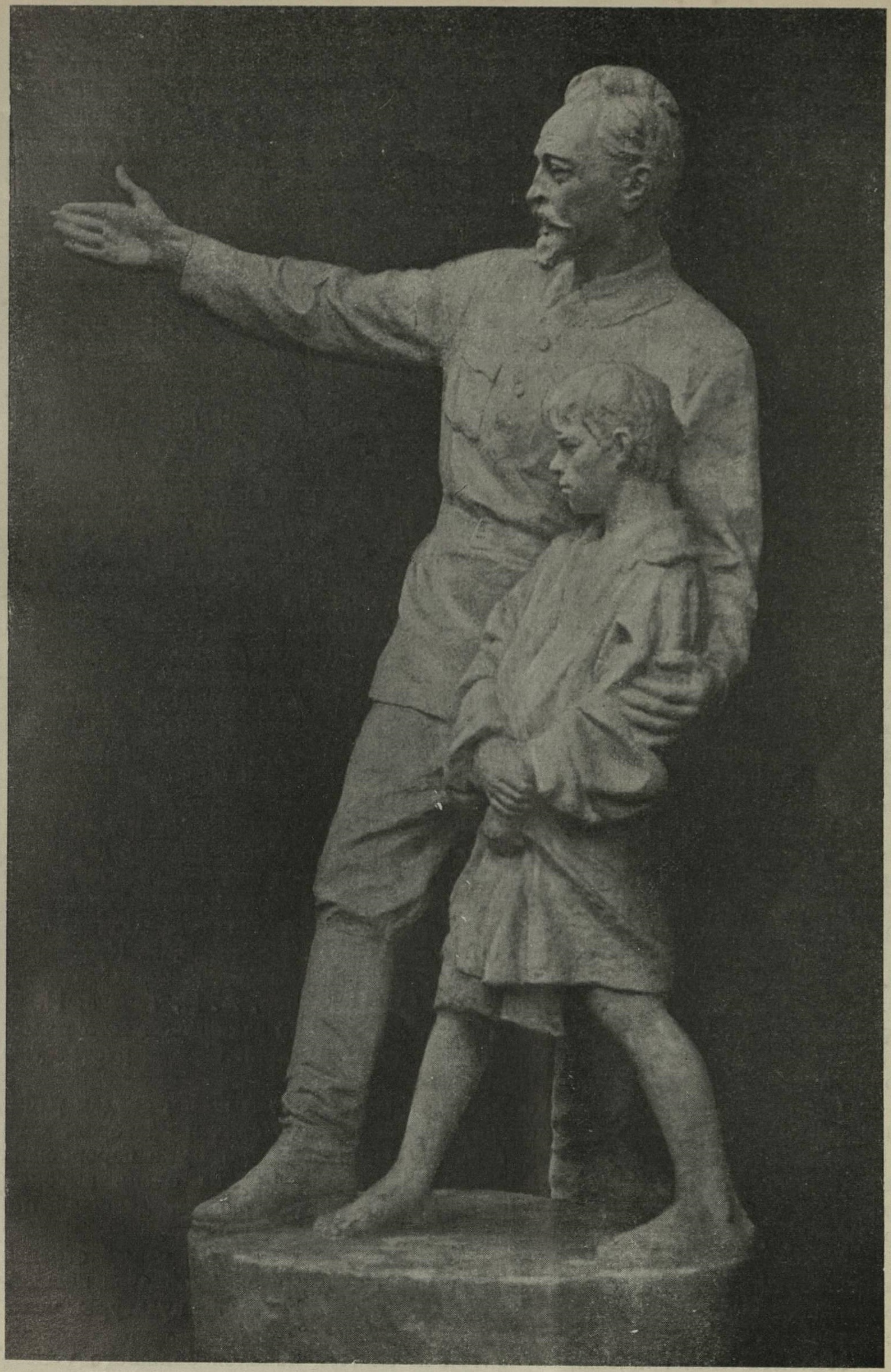
«Дзержинский с беспризорником»

- Бюст П. И. Чайковского (мрамор, 1932; ныне у Свердловского музыкального училища имени Чайковского, Екатеринбург)[7]
- Рельеф «1905 год» (гипс, 1934)[3]
- Эскиз рельефа для фасада Центрального дома каторги и ссылки в Москве (варианты 1934[8] и 1935[9] годов, ныне Государственный театр киноактера, не установлен)
- 5 барельефов на тему «Физкультура и спорт» для фасада здания 2-го Московского медицинского института (цемент, 1935)[3]
- Скульптурное оформление стадиона «Сталинец» (1935; ныне стадион «Локомотив»)[10]
- Барельеф-портрет К. Э. Циолковского и горельеф на памятнике «Циолковский среди пионеров» (чугун, 1936, Калуга)[3]
- Группа «Дзержинский с беспризорником» («Путёвка в жизнь», гипс, 1937)[3]. Журнал «Новый мир» отмечал, что в этой скульптуре хорошо выполнен образ мальчика-беспризорника, а образ Дзержинского вышел менее удачным[11].
- Скульптурная композиция мальчика и девочки с моделью планера на фасаде поликлиники Гражданской авиации на Песчаной улице в Москве (1937)[12]
- Горельеф над главным входом здания Публичной библиотеки имени В. И. Ленина (1937; по рисунку В. А. Щуко)[13]
- Барельеф «Канун Октября» (гипс, 1939)[3]
- Барельеф на фасаде павильона «Поволжье» на ВСХВ 1939 года в Москве (совместно с С. Лахтиным)[5]
- Проект памятника погибшим авиаторам группы Триандофилова (1930-е, совместно с архитектором Дёминым)[6]

### Книги
- ВХВ («Индустрия социализма». [Альбом]). М., 1940, с. 113 (илл.).
- Путеводитель по Дому-музею К. Э. Циолковского. [Калуга], 1961, с. 31. 78.

### Каталоги
- Выставка «Художники РСФСР за 15 лет». Живопись. Скульптура. М., 1933, с. п.
- Выставка начинающих молодых художников г. Москвы. М., 1934. с. 58.
- ВХВ. М.: («Индустрия социализма»), 1939, с. 118, 127.
- (посвященная 40-летию Вел. Окт. соц. рев.), 1957, с. 96.
- Выставка «50 лет первой русской революции». (1905—1955) М., 1950, с. 97.
- Выставка произведений московских художников. 1960. М., 1961, с. 64.

### Периодика
- «Искусство» (М.— Л.), 1934, № 4 с. 83 (илл.): 1936, №. 1, с. 138 (илл.); 1937, № 3, с. 147—149, с илл.; 1938, № 5, с. 29 (илл.), 32, 33; 1965, № 5, с. 29.
- «Советское искусство», 17.6.1937 (илл.).